# Scott Sharp

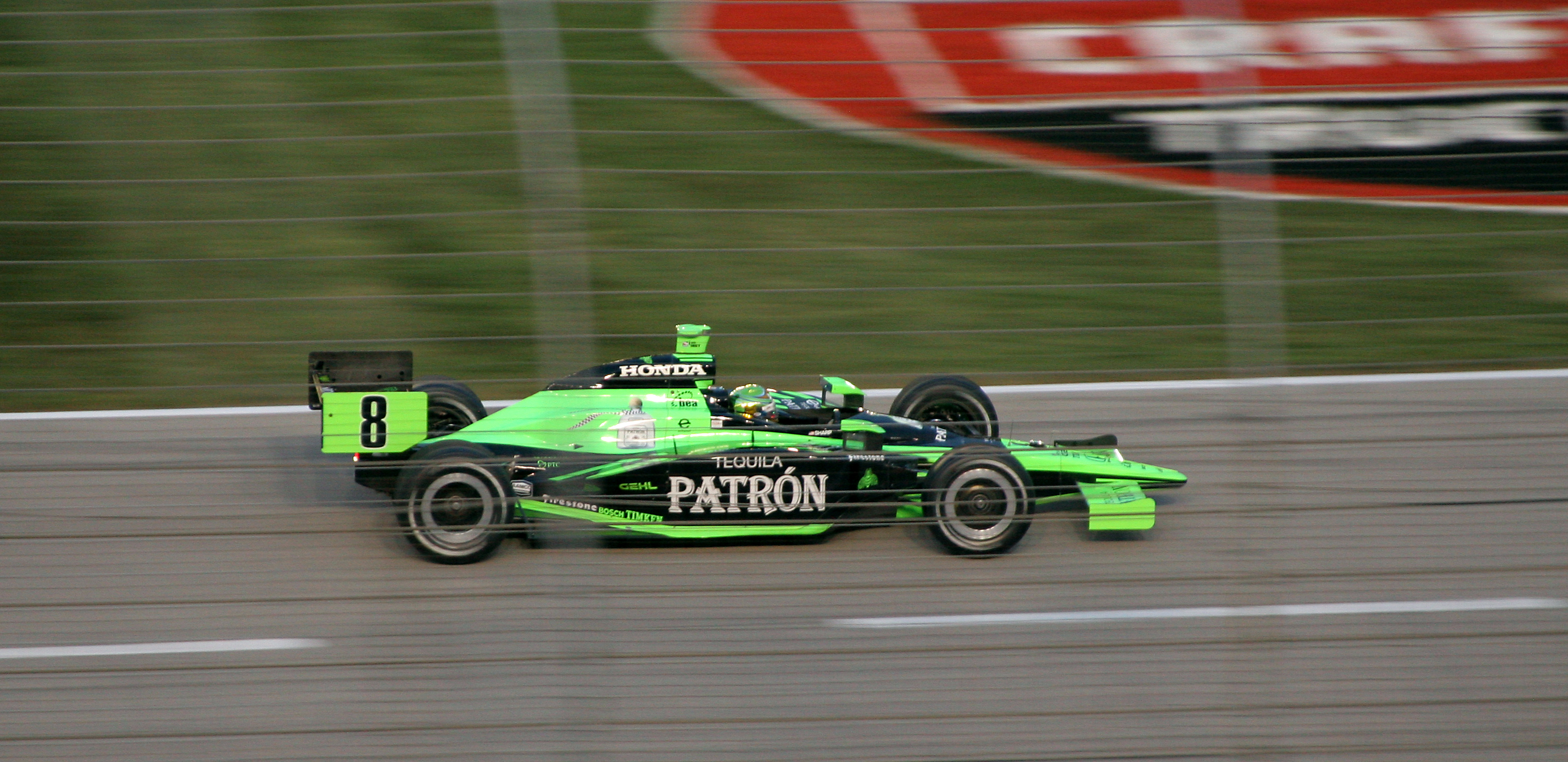
Op de Texas Motor Speedway in 2007

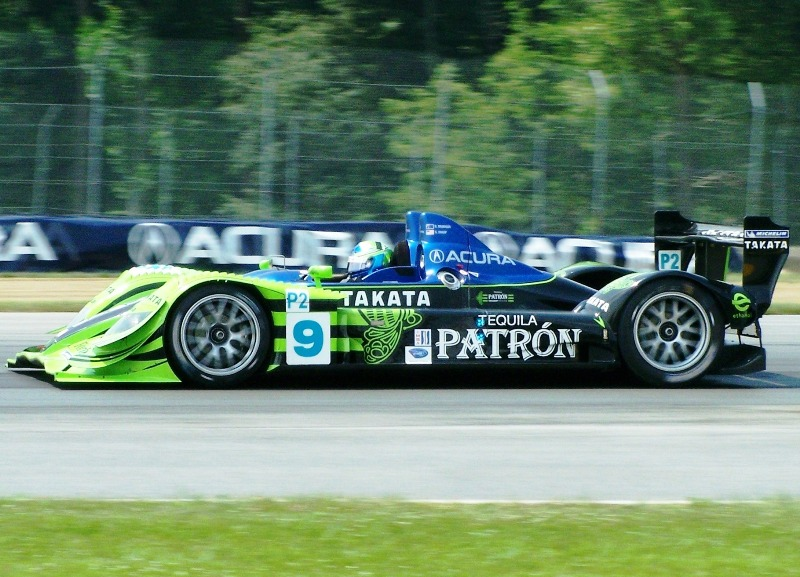
Op de Mid-Ohio Sports Car Course in 2008

Scott Sharp (Norwalk (Connecticut), 14 februari 1968) is een Amerikaans autocoureur. Hij won het allereerste Indy Racing League kampioenschap in 1996, een titel die hij deelt met Buzz Calkins, toen ze beiden tot kampioen werden uitgeroepen dat jaar. Hij is de zoon van coureur Bob Sharp.

## Carrière
Sharp reed in 1993 één race in de Champ Car Series, een jaar later reed hij er een vol seizoen en werd eenentwintigste in de eindstand. In 1995 stond hij enkel aan de start van de race op Indianapolis. In 1996 won hij met copiloten Wayne Taylor en Jim Pace de 24 uur van Daytona.
In 1996 maakte hij de overstap naar het nieuwe Indy Racing League kampioenschap. Het seizoen bestond enkel uit drie races. Hij won geen race, maar werd kampioen, samen met Buzz Calkins die evenveel punten had in het eindklassement. Hij bleef twaalf jaar op rij racen in het kampioenschap tot en met 2007 en won in totaal negen races. In het kampioenschap van 2001 werd hij derde, zijn beste resultaat na het gewonnen kampioenschap van 1996.
Sharp nam dertien keer deel aan de legendarische race in Indianapolis, maar het grote succes bleef uit. In 2001 stond hij op de poleposition maar crashte uit de race in de eerste ronde. Zijn beste resultaat was een zesde plaats in de race van 2007, wat voorlopig zijn laatste race was op Indianapolis.
In 2008 stapt hij over naar de American Le Mans Series waar hij met ex-formule 1-rijder David Brabham team vormt. Ze wonnen de races in Long Beach, Lime Rock, Elkhart Lake en de race op het Canadese Mosport circuit. Ze werden ex aequo derde in de eindstand en eindigde daarmee tweede met hun team. In 2009 reed het duo een nieuw seizoen in de series. Ze wonnen vier races en eindigde op de eerste plaats in het kampioenschap. Tijdens dat jaar reed Sharp de Indianapolis 500 voor Panther Racing, hij finishte de race op de veertiende plaats.

## Resultaten
IndyCar Seriesresultaten (aantal gereden races, aantal maal in de top 5 van een race, eindpositie kampioenschap en punten)
| Jaar | Races | 1ste | 2de | 3de | 4de | 5de | Rang | Ptn |
| ---- | ----- | ---- | --- | --- | --- | --- | ---- | --- |
| 1996 | 3     | -    | 1   | -   | -   | -   | 1¹   | 246 |
| 1997 | 5     | 1    | -   | -   | 1   | -   | 22   | 119 |
| 1998 | 11    | 2    | -   | 1   | -   | 1   | 4    | 272 |
| 1999 | 10    | 1    | -   | -   | 2   | -   | 8    | 220 |
| 2000 | 9     | 1    | -   | 1   | -   | 1   | 7    | 196 |
| 2001 | 13    | 1    | 3   | -   | 1   | 2   | 3    | 355 |
| 2002 | 15    | 1    | -   | -   | 2   | 1   | 6    | 332 |
| 2003 | 16    | 1    | -   | -   | 1   | 1   | 8    | 351 |
| 2004 | 16    | -    | -   | -   | -   | -   | 13   | 282 |
| 2005 | 17    | 1    | 1   | -   | 3   | 1   | 5    | 444 |
| 2006 | 14    | -    | -   | -   | -   | 2   | 12   | 287 |
| 2007 | 17    | -    | -   | 2   | -   | 1   | 8    | 412 |
| 2009 | 1     | -    | -   | -   | -   | -   | 34   | 16  |

¹ ex aequo

#### Indianapolis 500
| Jaar | Chassis | Motor         | Start | Finish | Team             |
| ---- | ------- | ------------- | ----- | ------ | ---------------- |
| 1994 | Lola    | Ford-Cosworth | 17    | 16     | PacWest Racing   |
| 1995 | Lola    | Ford-Cosworth | 30    | 26     | Foyt             |
| 1996 | Lola    | Ford-Cosworth | 21    | 10     | Foyt             |
| 1997 | G-Force | Oldsmobile    | DNQ   | DNQ    | Foyt             |
| 1998 | Dallara | Oldsmobile    | 7     | 16     | Kelley Racing    |
| 1999 | Dallara | Oldsmobile    | 6     | 28     | Kelley Racing    |
| 2000 | Dallara | Oldsmobile    | 5     | 10     | Kelley Racing    |
| 2001 | Dallara | Oldsmobile    | 1     | 33     | Kelley Racing    |
| 2002 | Dallara | Chevrolet     | 8     | 27     | Kelley Racing    |
| 2003 | Dallara | Toyota        | 9     | 20     | Kelley Racing    |
| 2004 | Dallara | Toyota        | 20    | 13     | Kelley Racing    |
| 2005 | Panoz   | Honda         | 3     | 7      | Fernández Racing |
| 2006 | Dallara | Honda         | 8     | 9      | Fernández Racing |
| 2007 | Dallara | Honda         | 12    | 6      | Rahal Letterman  |
| 2009 | Dallara | Honda         | 20    | 14     | Panther          |